# Charles King (atleta)
Conant Meigs "con" King, también conocido como Charles King (Senatobia, 10 de diciembre de 1880 - Fort Worth, 19 de febrero de 1958) fue un atleta estadounidense que se especializa en salto de longitud.
Participó en los Juegos Olímpicos de San Luis 1904, ganando la medalla de plata en el salto de longitud y triple salto sin impulso, detrás de Ray Ewry, respectivamente.